# Paronychia macbridei
Paronychia macbridei är en nejlikväxtart som beskrevs av Mohammad Nazeer Chaudhri. Paronychia macbridei ingår i släktet prasselörter, och familjen nejlikväxter. Inga underarter finns listade i Catalogue of Life.